# Liste der Nummer-eins-Hits in Australien (2021)
Dies ist eine Liste der Nummer-eins-Hits in Australien im Jahr 2021. Es liegen die offiziellen Top-50-Single- und Albumcharts der Australian Recording Industry Association (ARIA) zugrunde. Sie basieren auf den Verkäufen von Songs und Alben in Australien sowie bei den Singlecharts auch auf den Aufrufen der Lieder bei Musikstreaming-Anbietern.

## Singles
| ← 2020 ← | Liste der Nummer-eins-Hits in Australien | Liste der Nummer-eins-Hits in Australien   | Liste der Nummer-eins-Hits in Australien | 2022 → |
| \| Zeitraum \| Wo. ges. \| Interpret \| Titel Autor(en) \| Zusätzliche Informationen \| \| (Zeitraum, Wochen auf Platz eins, Interpret, Titel, Autor[en], zusätzliche Informationen) \| \| \| \| \| \| ----------------------------------------------------------------------------------------- \| -------- \| ------------------------------------------ \| ----------------------------------------------------------------------------------------------------------------------------------------------------------------------------------------------------------------------------------------------------------------- \| ------------------------------------------------------------------------------------------------------------------------------------------------------------------------------------------------------------------------------- \| \| 28. Dezember 2020 – 3. Januar 2021 1 Woche (insgesamt 9) \| 9 \| Mariah Carey \| All I Want for Christmas Is You Walter N. Afanasieff, Mariah Carey \| – \| \| 4. Januar 2021 – 17. Januar 2021 2 Wochen (insgesamt 11) \| 11 \| 24kGoldn feat. Iann Dior \| Mood Keegan Christopher Bach, Omer Fedi, Golden Landis von Jones, Michael Ian Olmo, Blake Slatkin \| – \| \| 18. Januar 2021 – 28. Februar 2021 6 Wochen \| 6 \| Olivia Rodrigo \| Drivers License Daniel Leonard Nigro, Olivia Rodrigo \| – \| \| 1. März 2021 – 11. April 2021 6 Wochen (insgesamt 11) \| 11 \| Glass Animals \| Heat Waves David Algernon Bayley \| – \| \| 12. April 2021 – 25. April 2021 2 Wochen \| 2 \| Justin Bieber feat. Daniel Caesar & Giveon \| Peaches Justin Drew Bieber, Giveon Dezmann Evans, Bernard Alexander Harvey, Ashton Dumar Norwill Simmonds, Andrew Wotman, Louis Russell Bell, Felisha Tashira King, Matthew Sean Leon, Luis Manuel Martinez Jr., Aaron St. Clair Burnett Simmonds, Keavan Yazdani \| – \| \| 26. April 2021 – 9. Mai 2021 2 Wochen \| 2 \| Lil Nas X \| Montero (Call Me by Your Name) Montero Lamar Hill, David Charles Marshall Biral, Denzel Michael Akil Baptiste, Rosario Peter Lenzo IV, Omer Fedi \| – \| \| 10. Mai 2021 – 16. Mai 2021 1 Woche \| 1 \| The Kid Laroi \| Without You Omer Fedi, Blake Slatkin, William Thomas Walsh, Charlton Kenneth Jeffrey Howard \| – \| \| 17. Mai 2021 – 30. Mai 2021 2 Wochen \| 2 \| Russ Millions & Tion Wayne \| Body Kamron Lloyd Chevannes, Shylo Batchelor Ashby Millwood, Dennis Junior Odunwo \| – \| \| 31. Mai 2021 – 4. Juli 2021 5 Wochen \| 5 \| Olivia Rodrigo \| Good 4 U Daniel Leonard Nigro, Olivia Rodrigo, Hayley Nichole Williams, Joshua Neil Farro \| – \| \| 5. Juli 2021 – 18. Juli 2021 2 Wochen \| 2 \| Ed Sheeran \| Bad Habits Edward Christopher Sheeran, Johnny McDaid, Frederick John Philip Gibson \| – \| \| 19. Juli 2021 – 24. Oktober 2021 14 Wochen (insgesamt 17) \| 17 \| The Kid Laroi & Justin Bieber \| Stay Omer Fedi, Blake Slatkin, Justin Drew Bieber, Magnus August Høiberg, Michael David Mulé, Subhaan Rahmaan, Isaac John De Boni, Charles Otto Puth Jr., Charlton Kenneth Jeffrey Howard \| Für den 17-jährigen Australier Laroi ist es der zweite, für den Mitautor Omer Fedi aus Israel bereits der vierte Nummer-eins-Hit des Jahres. \| \| 25. Oktober 2021 – 7. November 2021 2 Wochen (insgesamt 4) \| 4 \| Adele \| Easy on Me Gregory Allen Kurstin, Adele Laurie Blue Adkins \| – \| \| 8. November 2021 – 21. November 2021 2 Wochen (insgesamt 10) \| 10 \| Elton John & Dua Lipa \| Cold Heart (Pnau Remix) Dean John Meredith, Andrew John Meecham, Elton John, Bernard John P. Taupin, Nicholas George Littlemore, Peter Bruce Mayes, Samuel David Littlemore \| Sir Elton geht auf die 75 Jahre zu und ist damit der älteste Interpret, der es in Australien auf Platz 1 geschafft hat. Bei seinem letzten Spitzenreiter, dem Welthit Candle in the Wind (1997), war er gerade 50 Jahre alt.[1] \| \| 22. November 2021 – 28. November 2021 1 Woche \| 1 \| Taylor Swift \| All Too Well (Taylor’s Version) Taylor Alison Swift, Liz Rose \| – \| \| 29. November 2021 – 12. Dezember 2021 2 Wochen (insgesamt 4) \| 4 \| Adele \| Easy on Me Gregory Allen Kurstin, Adele Laurie Blue Adkins \| – \| \| 13. Dezember 2021 – 2. Januar 2022 3 Wochen (insgesamt 10) \| 10 \| Elton John & Dua Lipa \| Cold Heart (Pnau Remix) Dean John Meredith, Andrew John Meecham, Elton John, Bernard John P. Taupin, Nicholas George Littlemore, Peter Bruce Mayes, Samuel David Littlemore \| – \| |                                          |                                            | | |
| ← 2020 |                                          |                                            | | → 2022 → |
| Zeitraum | Wo. ges.                                 | Interpret                                  | Titel Autor(en) | Zusätzliche Informationen |
| (Zeitraum, Wochen auf Platz eins, Interpret, Titel, Autor[en], zusätzliche Informationen) |                                          |                                            | | |
| 28. Dezember 2020 – 3. Januar 2021 1 Woche (insgesamt 9) | 9                                        | Mariah Carey                               | All I Want for Christmas Is You Walter N. Afanasieff, Mariah Carey | – |
| 4. Januar 2021 – 17. Januar 2021 2 Wochen (insgesamt 11) | 11                                       | 24kGoldn feat. Iann Dior                   | Mood Keegan Christopher Bach, Omer Fedi, Golden Landis von Jones, Michael Ian Olmo, Blake Slatkin | – |
| 18. Januar 2021 – 28. Februar 2021 6 Wochen | 6                                        | Olivia Rodrigo                             | Drivers License Daniel Leonard Nigro, Olivia Rodrigo | – |
| 1. März 2021 – 11. April 2021 6 Wochen (insgesamt 11) | 11                                       | Glass Animals                              | Heat Waves David Algernon Bayley | – |
| 12. April 2021 – 25. April 2021 2 Wochen | 2                                        | Justin Bieber feat. Daniel Caesar & Giveon | Peaches Justin Drew Bieber, Giveon Dezmann Evans, Bernard Alexander Harvey, Ashton Dumar Norwill Simmonds, Andrew Wotman, Louis Russell Bell, Felisha Tashira King, Matthew Sean Leon, Luis Manuel Martinez Jr., Aaron St. Clair Burnett Simmonds, Keavan Yazdani | – |
| 26. April 2021 – 9. Mai 2021 2 Wochen | 2                                        | Lil Nas X                                  | Montero (Call Me by Your Name) Montero Lamar Hill, David Charles Marshall Biral, Denzel Michael Akil Baptiste, Rosario Peter Lenzo IV, Omer Fedi | – |
| 10. Mai 2021 – 16. Mai 2021 1 Woche | 1                                        | The Kid Laroi                              | Without You Omer Fedi, Blake Slatkin, William Thomas Walsh, Charlton Kenneth Jeffrey Howard | – |
| 17. Mai 2021 – 30. Mai 2021 2 Wochen | 2                                        | Russ Millions & Tion Wayne                 | Body Kamron Lloyd Chevannes, Shylo Batchelor Ashby Millwood, Dennis Junior Odunwo | – |
| 31. Mai 2021 – 4. Juli 2021 5 Wochen | 5                                        | Olivia Rodrigo                             | Good 4 U Daniel Leonard Nigro, Olivia Rodrigo, Hayley Nichole Williams, Joshua Neil Farro | – |
| 5. Juli 2021 – 18. Juli 2021 2 Wochen | 2                                        | Ed Sheeran                                 | Bad Habits Edward Christopher Sheeran, Johnny McDaid, Frederick John Philip Gibson | – |
| 19. Juli 2021 – 24. Oktober 2021 14 Wochen (insgesamt 17) | 17                                       | The Kid Laroi & Justin Bieber              | Stay Omer Fedi, Blake Slatkin, Justin Drew Bieber, Magnus August Høiberg, Michael David Mulé, Subhaan Rahmaan, Isaac John De Boni, Charles Otto Puth Jr., Charlton Kenneth Jeffrey Howard                                                                         | Für den 17-jährigen Australier Laroi ist es der zweite, für den Mitautor Omer Fedi aus Israel bereits der vierte Nummer-eins-Hit des Jahres.                                                                                 |
| 25. Oktober 2021 – 7. November 2021 2 Wochen (insgesamt 4) | 4                                        | Adele                                      | Easy on Me Gregory Allen Kurstin, Adele Laurie Blue Adkins | – |
| 8. November 2021 – 21. November 2021 2 Wochen (insgesamt 10) | 10                                       | Elton John & Dua Lipa                      | Cold Heart (Pnau Remix) Dean John Meredith, Andrew John Meecham, Elton John, Bernard John P. Taupin, Nicholas George Littlemore, Peter Bruce Mayes, Samuel David Littlemore                                                                                       | Sir Elton geht auf die 75 Jahre zu und ist damit der älteste Interpret, der es in Australien auf Platz 1 geschafft hat. Bei seinem letzten Spitzenreiter, dem Welthit Candle in the Wind (1997), war er gerade 50 Jahre alt. |
| 22. November 2021 – 28. November 2021 1 Woche | 1                                        | Taylor Swift                               | All Too Well (Taylor’s Version) Taylor Alison Swift, Liz Rose | – |
| 29. November 2021 – 12. Dezember 2021 2 Wochen (insgesamt 4) | 4                                        | Adele                                      | Easy on Me Gregory Allen Kurstin, Adele Laurie Blue Adkins | – |
| 13. Dezember 2021 – 2. Januar 2022 3 Wochen (insgesamt 10) | 10                                       | Elton John & Dua Lipa                      | Cold Heart (Pnau Remix) Dean John Meredith, Andrew John Meecham, Elton John, Bernard John P. Taupin, Nicholas George Littlemore, Peter Bruce Mayes, Samuel David Littlemore                                                                                       | – |

## Alben
| ← 2020 ← | Liste der Nummer-eins-Hits in Australien | Liste der Nummer-eins-Hits in Australien | Liste der Nummer-eins-Hits in Australien         | 2022 → |
| \| Zeitraum \| Wo. ges. \| Interpret \| Titel \| Zusätzliche Informationen \| \| (Zeitraum, Wochen auf Platz eins, Interpret, Titel, zusätzliche Informationen) \| \| \| \| \| \| ------------------------------------------------------------------------------ \| -------- \| ----------------- \| ------------------------------------------------ \| --------------------------------------------------------------------------------------------------------------------------------------------------- \| \| 21. Dezember 2020 – 17. Januar 2021 4 Wochen \| 4 \| Taylor Swift \| Evermore \| – \| \| 18. Januar 2021 – 24. Januar 2021 1 Woche \| 1 \| Barry Gibb \| Greenfields: The Gibb Brothers’ Songbook, Vol. 1 \| – \| \| 25. Januar 2021 – 31. Januar 2021 1 Woche \| 1 \| Illy \| The Space Between \| – \| \| 1. Februar 2021 – 7. Februar 2021 1 Woche \| 1 \| Bluey \| Bluey, the Album \| – \| \| 8. Februar 2021 – 14. Februar 2021 1 Woche \| 1 \| The Kid Laroi \| F*ck Love \| – \| \| 15. Februar 2021 – 21. Februar 2021 1 Woche \| 1 \| Foo Fighters \| Medicine at Midnight \| – \| \| 22. Februar 2021 – 28. Februar 2021 1 Woche \| 1 \| The Rubens \| 0202 \| – \| \| 1. März 2021 – 7. März 2021 1 Woche \| 1 \| Tash Sultana \| Terra Firma \| – \| \| 8. März 2021 – 14. März 2021 1 Woche \| 1 \| Architects \| For Those That Wish to Exist \| – \| \| 15. März 2021 – 21. März 2021 1 Woche \| 1 \| Kings of Leon \| When You See Yourself \| – \| \| 22. März 2021 – 28. März 2021 1 Woche (insgesamt 3) \| 3 \| Dua Lipa \| Future Nostalgia \| – \| \| 29. März 2021 – 4. April 2021 1 Woche (insgesamt 3) \| 3 \| Justin Bieber \| Justice \| – \| \| 5. April 2021 – 11. April 2021 1 Woche \| 1 \| Skegss \| Rehearsal \| – \| \| 12. April 2021 – 18. April 2021 1 Woche (insgesamt 3) \| 3 \| Justin Bieber \| Justice \| – \| \| 19. April 2021 – 25. April 2021 1 Woche \| 1 \| Taylor Swift \| Fearless (Taylor’s Version) \| – \| \| 26. April 2021 – 2. Mai 2021 1 Woche \| 1 \| London Grammar \| Californian Soil \| – \| \| 3. Mai 2021 – 9. Mai 2021 1 Woche (insgesamt 3) \| 3 \| Justin Bieber \| Justice \| – \| \| 10. Mai 2021 – 23. Mai 2021 2 Wochen \| 2 \| Amy Shark \| Cry Forever \| – \| \| 24. Mai 2021 – 30. Mai 2021 1 Woche \| 1 \| Delta Goodrem \| Bridge over Troubled Dreams \| – \| \| 31. Mai 2021 – 11. Juli 2021 6 Wochen (insgesamt 8) \| 8 \| Olivia Rodrigo \| Sour \| – \| \| 12. Juli 2021 – 18. Juli 2021 1 Woche \| 1 \| Jimmy Barnes \| Flesh and Blood \| Mit diesem Album erhöht der Australier seinen eigenen Rekord auf 13 Nummer-eins-Alben seit 1984. \| \| 19. Juli 2021 – 25. Juli 2021 1 Woche (insgesamt 8) \| 8 \| Olivia Rodrigo \| Sour \| – \| \| 26. Juli 2021 – 1. August 2021 1 Woche \| 1 \| Tones and I \| Welcome to the Madhouse \| – \| \| 2. August 2021 – 8. August 2021 1 Woche \| 1 \| The Jungle Giants \| Love Signs \| – \| \| 9. August 2021 – 22. August 2021 2 Wochen \| 2 \| Billie Eilish \| Happier Than Ever \| – \| \| 23. August 2021 – 29. August 2021 1 Woche \| 1 \| Luke Hemmings \| When Facing the Things We Turn Away From \| – \| \| 30. August 2021 – 5. September 2021 1 Woche \| 1 \| Lorde \| Solar Power \| – \| \| 6. September 2021 – 12. September 2021 1 Woche \| 1 \| Kanye West \| Donda \| – \| \| 13. September 2021 – 26. September 2021 2 Wochen (insgesamt 3) \| 3 \| Drake \| Certified Lover Boy \| – \| \| 27. September 2021 – 3. Oktober 2021 1 Woche \| 1 \| Lil Nas X \| Montero \| – \| \| 4. Oktober 2021 – 10. Oktober 2021 1 Woche \| 1 \| Ruby Fields \| Been Doin’ It For a Bit \| – \| \| 11. Oktober 2021 – 17. Oktober 2021 1 Woche (insgesamt 3) \| 3 \| Drake \| Certified Lover Boy \| – \| \| 18. Oktober 2021 – 24. Oktober 2021 1 Woche (insgesamt 8) \| 8 \| Olivia Rodrigo \| Sour \| – \| \| 25. Oktober 2021 – 31. Oktober 2021 1 Woche \| 1 \| Coldplay \| Music of the Spheres \| – \| \| 1. November 2021 – 7. November 2021 1 Woche \| 1 \| Rüfüs Du Sol \| Surrender \| – \| \| 8. November 2021 – 14. November 2021 1 Woche \| 1 \| Ed Sheeran \| = \| Mit seinem fünften Album, dem vierten mit einem Rechenzeichen-Titel, schafft es der rothaarige Engländer zum fünften Mal auf Platz 1 in Australien. \| \| 15. November 2021 – 21. November 2021 1 Woche \| 1 \| ABBA \| Voyage \| – \| \| 22. November 2021 – 28. November 2021 1 Woche \| 1 \| Taylor Swift \| Red (Taylor’s Version) \| – \| \| 29. November 2021 – 16. Januar 2022 7 Wochen \| 7 \| Adele \| 30 \| – \| |                                          |                                          |                                                  | |
| ← 2020 |                                          |                                          |                                                  | → 2022 → |
| Zeitraum | Wo. ges.                                 | Interpret                                | Titel                                            | Zusätzliche Informationen |
| (Zeitraum, Wochen auf Platz eins, Interpret, Titel, zusätzliche Informationen) |                                          |                                          |                                                  | |
| 21. Dezember 2020 – 17. Januar 2021 4 Wochen | 4                                        | Taylor Swift                             | Evermore                                         | – |
| 18. Januar 2021 – 24. Januar 2021 1 Woche | 1                                        | Barry Gibb                               | Greenfields: The Gibb Brothers’ Songbook, Vol. 1 | – |
| 25. Januar 2021 – 31. Januar 2021 1 Woche | 1                                        | Illy                                     | The Space Between                                | – |
| 1. Februar 2021 – 7. Februar 2021 1 Woche | 1                                        | Bluey                                    | Bluey, the Album                                 | – |
| 8. Februar 2021 – 14. Februar 2021 1 Woche | 1                                        | The Kid Laroi                            | F*ck Love                                        | – |
| 15. Februar 2021 – 21. Februar 2021 1 Woche | 1                                        | Foo Fighters                             | Medicine at Midnight                             | – |
| 22. Februar 2021 – 28. Februar 2021 1 Woche | 1                                        | The Rubens                               | 0202                                             | – |
| 1. März 2021 – 7. März 2021 1 Woche | 1                                        | Tash Sultana                             | Terra Firma                                      | – |
| 8. März 2021 – 14. März 2021 1 Woche | 1                                        | Architects                               | For Those That Wish to Exist                     | – |
| 15. März 2021 – 21. März 2021 1 Woche | 1                                        | Kings of Leon                            | When You See Yourself                            | – |
| 22. März 2021 – 28. März 2021 1 Woche (insgesamt 3) | 3                                        | Dua Lipa                                 | Future Nostalgia                                 | – |
| 29. März 2021 – 4. April 2021 1 Woche (insgesamt 3) | 3                                        | Justin Bieber                            | Justice                                          | – |
| 5. April 2021 – 11. April 2021 1 Woche | 1                                        | Skegss                                   | Rehearsal                                        | – |
| 12. April 2021 – 18. April 2021 1 Woche (insgesamt 3) | 3                                        | Justin Bieber                            | Justice                                          | – |
| 19. April 2021 – 25. April 2021 1 Woche | 1                                        | Taylor Swift                             | Fearless (Taylor’s Version)                      | – |
| 26. April 2021 – 2. Mai 2021 1 Woche | 1                                        | London Grammar                           | Californian Soil                                 | – |
| 3. Mai 2021 – 9. Mai 2021 1 Woche (insgesamt 3) | 3                                        | Justin Bieber                            | Justice                                          | – |
| 10. Mai 2021 – 23. Mai 2021 2 Wochen | 2                                        | Amy Shark                                | Cry Forever                                      | – |
| 24. Mai 2021 – 30. Mai 2021 1 Woche | 1                                        | Delta Goodrem                            | Bridge over Troubled Dreams                      | – |
| 31. Mai 2021 – 11. Juli 2021 6 Wochen (insgesamt 8) | 8                                        | Olivia Rodrigo                           | Sour                                             | – |
| 12. Juli 2021 – 18. Juli 2021 1 Woche | 1                                        | Jimmy Barnes                             | Flesh and Blood                                  | Mit diesem Album erhöht der Australier seinen eigenen Rekord auf 13 Nummer-eins-Alben seit 1984.                                                    |
| 19. Juli 2021 – 25. Juli 2021 1 Woche (insgesamt 8) | 8                                        | Olivia Rodrigo                           | Sour                                             | – |
| 26. Juli 2021 – 1. August 2021 1 Woche | 1                                        | Tones and I                              | Welcome to the Madhouse                          | – |
| 2. August 2021 – 8. August 2021 1 Woche | 1                                        | The Jungle Giants                        | Love Signs                                       | – |
| 9. August 2021 – 22. August 2021 2 Wochen | 2                                        | Billie Eilish                            | Happier Than Ever                                | – |
| 23. August 2021 – 29. August 2021 1 Woche | 1                                        | Luke Hemmings                            | When Facing the Things We Turn Away From         | – |
| 30. August 2021 – 5. September 2021 1 Woche | 1                                        | Lorde                                    | Solar Power                                      | – |
| 6. September 2021 – 12. September 2021 1 Woche | 1                                        | Kanye West                               | Donda                                            | – |
| 13. September 2021 – 26. September 2021 2 Wochen (insgesamt 3) | 3                                        | Drake                                    | Certified Lover Boy                              | – |
| 27. September 2021 – 3. Oktober 2021 1 Woche | 1                                        | Lil Nas X                                | Montero                                          | – |
| 4. Oktober 2021 – 10. Oktober 2021 1 Woche | 1                                        | Ruby Fields                              | Been Doin’ It For a Bit                          | – |
| 11. Oktober 2021 – 17. Oktober 2021 1 Woche (insgesamt 3) | 3                                        | Drake                                    | Certified Lover Boy                              | – |
| 18. Oktober 2021 – 24. Oktober 2021 1 Woche (insgesamt 8) | 8                                        | Olivia Rodrigo                           | Sour                                             | – |
| 25. Oktober 2021 – 31. Oktober 2021 1 Woche | 1                                        | Coldplay                                 | Music of the Spheres                             | – |
| 1. November 2021 – 7. November 2021 1 Woche | 1                                        | Rüfüs Du Sol                             | Surrender                                        | – |
| 8. November 2021 – 14. November 2021 1 Woche | 1                                        | Ed Sheeran                               | =                                                | Mit seinem fünften Album, dem vierten mit einem Rechenzeichen-Titel, schafft es der rothaarige Engländer zum fünften Mal auf Platz 1 in Australien. |
| 15. November 2021 – 21. November 2021 1 Woche | 1                                        | ABBA                                     | Voyage                                           | – |
| 22. November 2021 – 28. November 2021 1 Woche | 1                                        | Taylor Swift                             | Red (Taylor’s Version)                           | – |
| 29. November 2021 – 16. Januar 2022 7 Wochen | 7                                        | Adele                                    | 30                                               | – |

## Jahreshitparaden
| ← 2020 ← | Liste der Nummer-eins-Hits in Australien | Liste der Nummer-eins-Hits in Australien | Liste der Nummer-eins-Hits in Australien | 2022 →   |
| \| Singles \| Position# \| Alben \| \| ----------------------------------------------------------------------------------------------------------------------------------------------------------------------------------------------------------------------- \| --------- \| ---------------------------------- \| \| Heat Waves Glass Animals David Algernon Bayley \| 1 \| Sour Olivia Rodrigo \| \| Stay The Kid Laroi & Justin Bieber Omer Fedi, Blake Slatkin, Justin Drew Bieber, Magnus August Høiberg, Michael David Mulé, Subhaan Rahmaan, Isaac John De Boni, Charles Otto Puth Jr., Charlton Kenneth Jeffrey Howard \| 2 \| 30 Adele \| \| Drivers License Olivia Rodrigo Daniel Leonard Nigro, Olivia Rodrigo \| 3 \| F*ck Love (Over You) The Kid Laroi \| \| Without You The Kid Laroi Omer Fedi, Blake Slatkin, William Thomas Walsh, Charlton Kenneth Jeffrey Howard \| 4 \| Future Nostalgia Dua Lipa \| \| Levitating Dua Lipa Clarence Bernard Coffee, Sarah Theresa Hudson, Stephen Noel Kozmeniuk, Dua Lipa \| 5 \| Justice Justin Bieber \| \| Good 4 U Olivia Rodrigo Daniel Leonard Nigro, Olivia Rodrigo, Hayley Nichole Williams, Joshua Neil Farro \| 6 \| = Ed Sheeran \| \| Bad Habits Ed Sheeran Edward Christopher Sheeran, Johnny McDaid, Frederick John Philip Gibson \| 7 \| Fine Line Harry Styles \| \| Save Your Tears The Weeknd Martin Karl Sandberg, Abel Tesfaye, Ahmad Balshe, Oscar Thomas Holter, Jason Matthew Quenneville \| 8 \| Planet Her Doja Cat \| \| Kiss Me More Doja Cat feat. SZA Carter Lang, David A. Sprecher, Rogét L. Chahayed, Amala Ratna Zandile Dlamini, Lukasz Gottwald, Stephen Alan Kipner, Gerard Armond Powell II, Solána Imani Rowe, Terence John Shaddick \| 9 \| The Highlights The Weeknd \| \| The Business Tiësto James Michael George Bell, Julia Christine Karlsson, Anton Anders Rundberg, Tijs Michiel Verwest \| 10 \| Voyage ABBA \| |                                          |                                          |                                          |          |
| ← 2020 |                                          |                                          |                                          | → 2022 → |
| Singles | Position#                                | Alben                                    |                                          |          |
| Heat Waves Glass Animals David Algernon Bayley | 1                                        | Sour Olivia Rodrigo                      |                                          |          |
| Stay The Kid Laroi & Justin Bieber Omer Fedi, Blake Slatkin, Justin Drew Bieber, Magnus August Høiberg, Michael David Mulé, Subhaan Rahmaan, Isaac John De Boni, Charles Otto Puth Jr., Charlton Kenneth Jeffrey Howard | 2                                        | 30 Adele                                 |                                          |          |
| Drivers License Olivia Rodrigo Daniel Leonard Nigro, Olivia Rodrigo | 3                                        | F*ck Love (Over You) The Kid Laroi       |                                          |          |
| Without You The Kid Laroi Omer Fedi, Blake Slatkin, William Thomas Walsh, Charlton Kenneth Jeffrey Howard | 4                                        | Future Nostalgia Dua Lipa                |                                          |          |
| Levitating Dua Lipa Clarence Bernard Coffee, Sarah Theresa Hudson, Stephen Noel Kozmeniuk, Dua Lipa | 5                                        | Justice Justin Bieber                    |                                          |          |
| Good 4 U Olivia Rodrigo Daniel Leonard Nigro, Olivia Rodrigo, Hayley Nichole Williams, Joshua Neil Farro | 6                                        | = Ed Sheeran                             |                                          |          |
| Bad Habits Ed Sheeran Edward Christopher Sheeran, Johnny McDaid, Frederick John Philip Gibson | 7                                        | Fine Line Harry Styles                   |                                          |          |
| Save Your Tears The Weeknd Martin Karl Sandberg, Abel Tesfaye, Ahmad Balshe, Oscar Thomas Holter, Jason Matthew Quenneville | 8                                        | Planet Her Doja Cat                      |                                          |          |
| Kiss Me More Doja Cat feat. SZA Carter Lang, David A. Sprecher, Rogét L. Chahayed, Amala Ratna Zandile Dlamini, Lukasz Gottwald, Stephen Alan Kipner, Gerard Armond Powell II, Solána Imani Rowe, Terence John Shaddick | 9                                        | The Highlights The Weeknd                |                                          |          |
| The Business Tiësto James Michael George Bell, Julia Christine Karlsson, Anton Anders Rundberg, Tijs Michiel Verwest | 10                                       | Voyage ABBA                              |                                          |          |